# Alice Penda
Alice Christel Penda est une artiste visuelle originaire du Cameroun. Elle est lauréate du prix Prince claus seed awards en 2021.

## Formation
Alice Penda a étudié à l'Institut des Beaux-Arts de l'Université de Douala, où elle a obtenu un Master II en Arts Plastiques et Histoire de l'Art en 2020. Avant d'étudier l'art, elle a obtenu une licence en Banque ainsi qu'une autre en Mathématiques et Informatique.

## Parcours artistique
| Année | Événement/exposition                                                            | Lieu                                          |
| ----- | ------------------------------------------------------------------------------- | --------------------------------------------- |
| 2024  | Exposition Fall of the Weimar Republic.                                         | Carnegie Hall, États-Unis                     |
| 2022  | Lauréate du projet Imaging Inequality du Global Research on Inequality Project. | Université de Bergen (UiB), Norvège           |
| 2021  | Exposition Import-Export Exhibition.                                            | Université de Kent State, États-Unis          |
| 2021  | Sabaa Art Award 2021.                                                           | Allemagne                                     |
| 2020  | Exposition collective Patrimoine Contemporain.                                  | Centre d'Art Contemporain doual'art, Cameroun |
| 2020  | Exposition collective Artisti del Camerun.                                      | Museo Civico di Taverna, Italie               |

## Récompenses
Prince claus fund 2021.
Imaging Inequality.